# Вилхелм II фон Рехберг
Вилхелм II фон Рехберг Стари (на немски: Wilhelm II von Rechberg, „der Ältere“; † ок. 8 септември 1453) от благородническия швабски род Рехберг, които са господари на замък Хоенрехберг (при Швебиш Гмюнд), е господар на Вайсенщайн, Драутхайм, Баленберг, Вайкерсхайм, вицедом в Амберг 1429 г., императорски съветник 1430 г., съдия в Нюрнберг 1435 г.

## Произход
Той е син на Хайнрих фон Рехберг, господар на Хоенрехберг († 1437), и съпругата му Агнес фон Хелфенщайн († сл. 1416), дъщеря на граф Улрих XIII фон Хелфенщайн († 1375) и Анна фон Йотинген († 1410/1411). Брат е на Албрехт II († 1445), княжески епископ на Айхщет (1429 – 1445), Конрад († сл. 1419), в немския орден-комтур на Виненден, Георг, пфлегер в Лауинген († сл. 1479), Улрих I († 1458) и Ханс фон Рехберг († 1474).

## Фамилия
Вилхелм II фон Рехберг се жени на 15 юни 1426 г. за Йоланда (Иланд) фон Хиршхорн († сл. 30 декември 1446), дъщеря на Ханс (Йохан) V фон Хиршхорн († 18 ноември 1426) и Иланд фон Даун († сл. 4 февруари 1421), дъщеря на рейн-и вилдграф Йохан II фон Щайн-Даун († 16 февруари 1383) и Юта фон Лайнинген († сл. 8 март 1394). Те имат седем деца:
- Хайнрих III фон Рехберг „Чудния“ († 22 юли 1489), господар на Баргау и Вайсенщайн, пфлегер на Хеленщайн, женен на 19 ноември 1459 г. за Агнес фон Лентерсхайм († сл. 29 октомври 1493), дъщеря на Зигмунд фон Лентерсхайм и Маргарета фон Хюрнхайм
- Агнес фон Рехберг, омъжена за Себастиан Пфлуг фон Рабенщайн
- Хелена фон Рехберг († 1471), омъжена 1441 г. за Хайнрих фон Гумпенберг († 1483)
- Елизабет фон Рехберг († сл. 1471), омъжена 1471 г. за Стефан фон Клозен († сл. 1471), син на Албан фон Клозен и Барбара фон Зиболдсдорф
- Вилхелм фон Рехберг († 31 януари 1506), домхер в Елванген 1484, погребан в Елванген
- Вилхелм фон Рехберг „Млади“ († сл. 1463), господар на Вайсенщайн, женен за Маргарета фон Берлихинген († 3 април 1502), дъщеря на Гьоц фон Берлихинген и Агнес фон Розенбах
- Албрехт фон Рехберг († 12 януари 1471), домхер в Аугсбург 1463